# ランニング・オン・エンプティ
『ランニング・オン・エンプティ』は、2010年の日本映画。自主映画で評価されてきた佐向大の商業映画デビュー作である。

## ストーリー
ヒデジは定職もつかずに毎日ダラダラと過ごしているバンドマン。そんな彼と同棲しているアザミはついに堪忍袋の緒が切れ、友人の祐一と田辺と狂言誘拐を仕組んで大金を騙しろうとする。しかし、身代金要求の電話をしても相変わらずヒデジはマイペースで思い通りに計画が進まない。

## キャスト
- 小林且弥：ヒデジ
- みひろ：アザミ
- 大西信満：祐一
- 杉山彦々：田辺
- 伊達建士：前田
- 村上和優：コウタ
- 中津川朋広
- 池田わたる
- 関谷彩花
- 遠藤孝夫
- 角替和枝：ヒデジの母親
- 大杉漣：コンビニ店長
- 菅田俊：ヒデジの父親

## 製作
プロデューサーの方針で、当初は軽めのコメディタッチな作風になる予定だったという。